# سنگ سوراخ، ورس
| روستای سنگ سوراخ تخاوی           | روستای سنگ سوراخ تخاوی |
| -------------------------------- | ---------------------- |
| تصویری از روستای سنگ سوراخ تخاوی |                        |
| اطلاعات کلی                      |                        |
| نام رسمی :                       | روستای سنگ سوراخ تخاوی |
| کشور :                           | افغانستان              |
| مردم                             |                        |
| جمعیت                            | 50 خانواده 200نفر      |
| زبان‌های گفتاری:                  | فارسی( گویش هزارگی)    |
| جغرافیای طبیعی                   |                        |
| ارتفاع از سطح دریا :             | 2900 متر               |

ورث
وُلُسوالی وَرَث یکی از ولسوالی‌ها (شهرستان‌ها) ی ولایت بامیان افغانستان است
موقعیت و جغرافیا
ولسوالی ورث در منتهی الیه جنوب غربی شهر بامیان قرار دارد و آب و هوای آن سرد و خشک است و دارای جمعیتی بالغ بر ۱۸۰ هزار نفر می‌باشد بیشتر ساکنان این ولسوالی هزاره شیعه دوازده امامی هستند و به پیشه زراعت اشتغال دارند زراعت در این منطقه یک فصل است و فصل کار و تلاش زارعان شش ماه اول سال است. محصولات
کچالوهای دیوان در افغانستان به بزرگی، زودپز وخوشمزه بودن معروف هستند. زردآلوهای ورث هم در سطح کشور معروف هست
صنایع دستی
برک هزارگی که جامه‌ای زمستانی است و از کرک گوسفند تهیه می‌شود در بهترین نوع خوداز صنایع دستی ورس است. از صنایع دستی دیگر این ولسوالی می‌توان به نمد لیگان این ولسوالی اشاره کرد که در نوع خود در کشور افغانستان بی نظیر است.
گلیم و شال از دیگر صنایع دستی این ولسوالی است.
'روستای سنگ سوراخ':

## جغرافیا
روستایی کوهستانی واقع در جنوب ولسوالی ورث که با آب و هوای سرد کوهستانی و زمستانهای طولانی و دوره گرمای کوتاه.
پوشش کوهستان، سرما، زمستان طولانی، به مدت شش ماه، درجه حرارت منفی ۳–۲۰ درجه سانتیگراد را برای این منطقه به ارمغان می‌آورد. عمدتاً مردم دایزنگی در این مناطق زندگی می‌کنند.

## مردم شناسی
قریب به اتفاق ساکنان این روستا رامردمان هزاره ( یکی از اقوام بزرگ افغانستان با مذهب تشیع و تعدادی از سادات حسینی از نسل امام زین العابدین تشکیل می‌دهد که با کشاورزی و دامداری امرار معاش می‌نمایند این روستا از دیر باز به مهد علم و دیانت شهره بوده و محل رفع و رجوع امور دینی مردم بوده‌است قریب به اتفاق ساکنان این روستا دوره مکتب را طی نموده و دارای سواد خواندن و نوشتن هستند و قران را به خوبی تلاوت می‌نمایند؛ و فرد بیسواد در این روستا وجود ندارد.
مردان این روستا هم قریب به اتفاق دروس حوزوی را فرا می‌گیرند و در فن خطابت و مداحی شهره‌اند. علاوه بر دروس مکتبی این روستا از یک باب مدرسه علمی هم برخوردار است که دوره‌های ابتدایی را دانش آموزان در آن فرا می‌گیرندو که این امر در ترقی مردم این روستا نقش مهمی داشته که علاوه بر |دروس مکتبی و حوزوی تعدادی از جوانان آن تا مدارج عالیه دانشگاهی هم پیش رفته و مشغول به تحصیل می‌باشند.
علاوه بر ساکنان آین روستا تعدادی زیادی از مردم بومی این روستا مهاجر شده‌اند و در ایران و پاکستان مقیم هستند. عموماً مهاجرتشان نه از برای معاش بلکه برای ادامه تحصیلات حوزوی بوده‌است و این امر در رونق علمی و فرهنگی مردمان این خطه بسیار تاثرگذار بوده‌است تا جایی که اکثر حجرت کنندگان تا مدارج عالی حوزوی تحصیل نموده و اکنون علاوه بر تحصیل به تدریس و تبلیغ علوم دینی مشغولند، جوانان این مرز وبوم هم عموماً بعد از اتمام تحصیلات مقدماتی وارد دانشگاه شده و مشغول علم آموزی می‌گردند.
شاید یکی از عواملی که در موفقیت ساکنان این منطقه تأثیرگذار بوده شرایط ویژه و خاص طبیعی آن بوده‌است.